# Relentless Reckless Forever
Relentless Reckless Forever (dt.: "Rücksichtslos rückhaltlos für immer") ist das siebte Studioalbum der finnischen Melodic-Death-Metal-Band Children of Bodom. Es wurde am 4. März 2011 veröffentlicht.

## Produktion
Aufgenommen wurde das Album im August und im September 2010.
Der Gitarrist und Sänger Alexi Laiho, der auch bei Relentless Reckless Forever sämtliche Songs und Texte schrieb, sagte in einem Interview zu den Aufnahmearbeiten in den Petrax Studios:

“But we were determined to make the best COB album ever, so we were willing to do whatever it took. Of course, having our producer Matt Hyde kicking our asses 24/7 definitely made the results even better, so obviously we're more than anxious to get this album out there.”

„Wir waren fest entschlossen, das beste COB-Album aller Zeiten zu machen. Also waren wir bereit, alles dafür zu tun, was nötig war. Das Ergebnis wurde noch viel besser, weil wir unseren Produzenten Matt Hyde hatten, der uns den ganzen Tag lang in den Allerwertesten trat. Deshalb sind wir natürlich sehr aufgeregt, das Album nun auf den Markt zu bringen.“

Im August 2010 nahmen Children of Bodom in den Petrax Studios in Hollola (Finnland) und schließlich im September in den Hydeaway Studios in Los Angeles auf. Keyboard-Parts wurden vereinzelt auch von Janne Wirman in seinen eigenen Beyond Abilities Studios aufgenommen. Unterstützt wurde die Band hierbei durch Matt Hyde und Chris Rakestraw, die die Aufnahmen koordinierten.
Gemastert wurde das Album später von Tom Baker (Precision Mastering) in den USA im Oktober 2010.
Das Coverart und das Booklet wurde von Jussi Hyttinen und Sampo Salaminen designt.

## Titelliste
1. Not My Funeral – 4:55
2. Shovel Knockout – 4:03
3. Roundtrip to Hell and Back – 3:47
4. Pussyfoot Miss Suicide – 4:10
5. Relentless Reckless Forever – 4:41
6. Ugly – 4:12
7. Cry of the Nihilist – 3:31
8. Was It Worth It – 4:06
9. Northpole Throwdown – 2:54

Bonustitel
- Party All the Time – 3:00 (Cover von Eddie Murphy)
- Angels Don’t Kill (live at Bloodstock) – 5:46 (Japanese and iTunes-Edition)
- Everytime I Die (live at Bloodstock) – 5:15 (Japanese and iTunes-Edition)

## Rezeption
Das Album kam im Vergleich zu den vorherigen Alben bei Kritikern eher schlecht an.
Der Metal Hammer gab dem Album nur 4 von 7 Punkten und schrieb, man habe die Ideen Alexi Laihos „durch die Bank weg alle schon mal gehört, und zwar von niemand geringerem als Children of Bodom selbst.“ (Review von Thorsten Zahn) Auch das Kerrang-Magazin aus Großbritannien gab dem Album nur 2 von 5 Sternen.
Doch andere Magazine wie zum Beispiel das Revolver-Magazin gaben dem Album 5 von 5 Sternen, mit der Begründung, das Album würde die Hörer "von den Socken hauen".

## Kommerzieller Erfolg
Es war erfolgreich und stieg in vielen Ländern weit oben in den Albumcharts ein, auch wenn die Platzierungen des Vorgängeralbums Blooddrunk in einigen Ländern deutlich besser gewesen waren.

### Chartplatzierungen
| ChartsChartplatzierungen       | Höchstplatzierung | Wochen |
| ------------------------------ | ----------------- | ------ |
| Deutschland (GfK)              | 20 (3 Wo.)        | 3      |
| Finnland (IFPI)                | 1 (9 Wo.)         | 9      |
| Österreich (Ö3)                | 29 (2 Wo.)        | 2      |
| Schweiz (IFPI)                 | 43 (2 Wo.)        | 2      |
| Vereinigte Staaten (Billboard) | 42 (2 Wo.)        | 2      |
| Vereinigtes Königreich (OCC)   | 71 (1 Wo.)        | 1      |

### Auszeichnungen für Musikverkäufe
Die Band konnte mit Relentless Reckless Forever innerhalb nur eines Tages im Heimatland Finnland Goldstatus erreichen (10.000 CDs verkauft).
| Land/Region     | Auszeichnungen für Musikverkäufe (Land/Region, Auszeichnung, Verkäufe) | Verkäufe |
| --------------- | ---------------------------------------------------------------------- | -------- |
| Finnland (IFPI) | Gold                                                                   | 13.894   |
| Insgesamt       | 1× Gold ·                                                              | 10.000   |